# La Solana (Montesquiu)
La Solana és una obra de Montesquiu (Osona) inclosa a l'Inventari del Patrimoni Arquitectònic de Catalunya. És una antiga masoveria habilitada com a casa de colònies.

## Descripció
Antic complex agrari format per la casa o residència, la cabana i unes quadres, elements disposats de forma lineal i orientats amb la façana principal al sud. Aquesta disposició no impedeix l'existència d'una era, que no queda delimitada per cap construcció. La casa, edifici principal, consta de planta, pis i golfes, amb teulada a dues vessants e teula àrab. Actualment ha estat reconvertida en casa de colònies, el que ha fet canviar tota l'estructura interna i els forjats ruïnosos que tenia. Els materials emprats han estat moderns (ferro, etc.).

## Història
Antiga masoveria lligada al terme del castell de Montesquiu. Va ser construïda a mitjans de segle xix, amb funcions d'explotació agrària. Restà abandonada des de mitjans del segle xx, la qual cosa accelerà la seva ruïna, que arribà a ser total a la dècada dels 70. Va ser restaurada entre els anys 1982 i 1985 i compleix les funcions de casa de colònies. La restauració, obra de Jordi Ambròs, respectà la fesomia externa, però hagué d'afectar per complet als forjats, teulada i part dels murs de la casa. Tot i que es conservà l'estructura, s'introduïren elements nous com el formigó, el ferro, i s'arrebossaren tots els murs, excepte els de la cabana.